# 1886 în literatură
Anul 1886 în literatură a implicat o serie de evenimente și cărți noi semnificative.  

## Cărți noi
- Louisa May Alcott - Jo's Boys
- Edmondo De Amicis - Heart
- Leon Bloy - Disperato
- Rhoda Broughton  - Doctor Cupid
- Frances Hodgson Burnett - Little Lord Fauntleroy
- Hall Caine  - A Son of Hagar
- Mary Cholmondeley - The Danvers Jewels
- Wilkie Collins
  - The Evil Genius
  - The Guilty River
- Marie Corelli - A Romance of Two Worlds
- Thomas Hardy - The Mayor of Casterbridge
- William Dean Howells - Indian Summer
- Henry James - The Bostonians
- Jerome K. Jerome - The Idle Thoughts of an Idle Fellow
- Pierre Loti - Pêcheur d'Islande
- Octave Mirbeau - Le Calvaire
- George A. Moore
  - A Drama in Muslin
  - Confessions of a Young Man
- Robert Louis Stevenson
  - The Strange Case of Dr. Jekyll and Mr. Hyde
  - Kidnapped
- August Strindberg - Married I-II (povestiri scurte)
- Lev Tolstoi - Moartea lui Ivan Ilici
- Jules Verne
  - Un bilet de loterie
  - Robur Cuceritorul
- Philippe Villiers - Eva Futura